# Pleuropogon davyi
Pleuropogon davyi är en gräsart som beskrevs av L.D.Benson. Pleuropogon davyi ingår i släktet nickgrässläktet, och familjen gräs. Inga underarter finns listade i Catalogue of Life.